# Eeriboia (Tochter des Eurymachos)
Eeriboia (altgriechisch Ἠερίβοια Ēeríboia) ist eine Gestalt der griechischen Mythologie.
Eeriboia war die Enkelin des Hermes und Tochter des Eurymachos. Sie wurde die zweite Gattin des Aloeus und so die Stiefmutter der beiden riesigen Aloiden Otos und Ephialtes. Als Aphrodite, von Diomedes verwundet, in den Schoß ihrer Mutter Dione flüchtete, erzählte diese ihr, dass schon öfters Sterbliche Götter misshandelt hätten, so die Aloiden, die Ares 13 Monate lang gefesselt in einen Kerker sperrten, bis Eeriboia den Verbleib von Ares dem Hermes verriet, der daraufhin den schon völlig geschwächten Kriegsgott befreite.